# Stipe Miocic
Stipe Miocic (n. 19 august 1982, Euclid, Ohio, SUA) este un fost luptător de arte marțiale mixte american care a luptat în UFC, unde a fost campion la categoria grea. Este considerat cel mai bun luptător la categoria grea din istoria UFC.

## Rezultate în arte marțiale mixte
| Rezultate profesioniste |             |              |
| 25 meciuri              | 20 victorii | 5 înfrângeri |
| Prin knockout           | 15          | 4            |
| La puncte               | 5           | 1            |

| Rezultat   | La general | Adversar          | Metodă                               | Eveniment                                                  | Data               | Runda | Timp | Locația                                 | Note |
| ---------- | ---------- | ----------------- | ------------------------------------ | ---------------------------------------------------------- | ------------------ | ----- | ---- | --------------------------------------- | --- |
| Înfrângere | 20–5       | Jon Jones         | TKO (spinning back kick and punches) | UFC 309                                                    | 16 noiembrie 2024  | 3     | 4:29 | New York City, New York, SUA            | Pentru centura UFC Heavyweight Championship. După luptă, Miocic și-a anunțat oficial retragerea din MMA. |
| Înfrângere | 20–4       | Francis Ngannou   | KO (punches)                         | UFC 260                                                    | 27 martie 2021     | 2     | 0:52 | Las Vegas, Nevada, United States        | Pierde centura UFC Heavyweight Championship.                                                             |
| Victorie   | 20–3       | Daniel Cormier    | Decizie (unanimă)                    | UFC 252                                                    | 15 august 2020     | 5     | 5:00 | Las Vegas, Nevada, United States        | Apară centura UFC Heavyweight Championship.                                                              |
| Victorie   | 19–3       | Daniel Cormier    | TKO (punches)                        | UFC 241                                                    | 17 august 2019     | 4     | 4:09 | Anaheim, California, United States      | Câștigă UFC Heavyweight Championship. Performance of the Night.                                          |
| Înfrângere | 18–3       | Daniel Cormier    | KO (eye pokes and punches)           | UFC 226                                                    | 7 iulie 2018       | 1     | 4:33 | Las Vegas, Nevada, Statele Unite        | Pierde centura UFC Heavyweight Championship.                                                             |
| Victorie   | 18–2       | Francis Ngannou   | Decizie (unanimă)                    | UFC 220                                                    | 20 ianuarie 2018   | 5     | 5:00 | Boston, Massachusetts, United States    | Apără centura UFC Heavyweight Championship.                                                              |
| Victorie   | 17–2       | Junior dos Santos | TKO (punches)                        | UFC 211                                                    | 13 mai 2017        | 1     | 2:22 | Dallas, Texas, United States            | Apără centura UFC Heavyweight Championship. Performance of the Night.                                    |
| Victorie   | 16–2       | Alistair Overeem  | KO (punches)                         | UFC 203                                                    | 10 septembrie 2016 | 1     | 4:27 | Cleveland, Ohio, United States          | Apără centura UFC Heavyweight Championship. Fight of the Night.                                          |
| Victorie   | 15–2       | Fabrício Werdum   | KO (punch)                           | UFC 198                                                    | 14 mai 2016        | 1     | 2:47 | Curitiba, Brazil                        | Câștigă centura UFC Heavyweight Championship. Performance of the Night.                                  |
| Victorie   | 14–2       | Andrei Arlovski   | TKO (punches)                        | UFC 195                                                    | 2 ianuarie 2016    | 1     | 0:54 | Las Vegas, Nevada, United States        | Performance of the Night.                                                                                |
| Victorie   | 13–2       | Mark Hunt         | TKO (punches)                        | UFC Fight Night: Miocic vs. Hunt                           | 10 mai 2015        | 5     | 2:47 | Adelaide, Australia                     | |
| Înfrângere | 12–2       | Junior dos Santos | Decision (unanimous)                 | UFC on Fox: dos Santos vs. Miocic                          | 13 decembrie 2014  | 5     | 5:00 | Phoenix, Arizona, United States         | Fight of the Night.                                                                                      |
| Victorie   | 12–1       | Fábio Maldonado   | TKO (punches)                        | The Ultimate Fighter Brazil 3 Finale: Miocic vs. Maldonado | 31 mai 2014        | 1     | 0:35 | São Paulo, Brazil                       | Performance of the Night.                                                                                |
| Victorie   | 11–1       | Gabriel Gonzaga   | Decision (unanimous)                 | UFC on Fox: Henderson vs. Thomson                          | 25 ianuarie 2014   | 3     | 5:00 | Chicago, Illinois, United States        | |
| Victorie   | 10–1       | Roy Nelson        | Decision (unanimous)                 | UFC 161                                                    | 15 iunie 2013      | 3     | 5:00 | Winnipeg, Manitoba, Canada              | |
| Înfrângere | 9–1        | Stefan Struve     | TKO (punches)                        | UFC on Fuel TV: Struve vs. Miocic                          | 29 septembrie 2012 | 2     | 3:50 | Nottingham, England                     | Fight of the Night.                                                                                      |
| Victorie   | 9–0        | Shane del Rosario | TKO (elbows)                         | UFC 146                                                    | 26 mai 2012        | 2     | 3:14 | Las Vegas, Nevada, United States        | |
| Victorie   | 8–0        | Philip De Fries   | KO (punches)                         | UFC on Fuel TV: Sanchez vs. Ellenberger                    | 15 februarie 2012  | 1     | 0:43 | Omaha, Nebraska, United States          | Knockout of the Night.                                                                                   |
| Victorie   | 7–0        | Joey Beltran      | Decision (unanimous)                 | UFC 136                                                    | 8 octombrie 2011   | 3     | 5:00 | Houston, Texas, United States           | |
| Victorie   | 6–0        | Bobby Brents      | Submission (leg kicks)               | NAAFS: Fight Night in the Flats 7                          | 4 iunie 2011       | 2     | 4:27 | Cleveland, Ohio, United States          | Won the NAAFS Heavyweight Championship.                                                                  |
| Victorie   | 5–0        | William Penn      | KO (punch)                           | NAAFS: Caged Vengeance 9                                   | 16 aprilie 2011    | 1     | 2:23 | Cleveland, Ohio, United States          | NAAFS Heavyweight Title Eliminator.                                                                      |
| Victorie   | 4–0        | Gregory Maynard   | TKO (punches)                        | NAAFS: Night of Champions 2010                             | 4 decembrie 2010   | 2     | 1:43 | Cleveland, Ohio, United States          | |
| Victorie   | 3–0        | Jeremy Holm       | KO (punches)                         | NAAFS: Rock N Rumble 4                                     | 28 august 2010     | 1     | 1:36 | Cleveland, Ohio, United States          | |
| Victorie   | 2–0        | Paul Barry        | TKO (punches)                        | Moosin: God of Martial Arts                                | 21 mai 2010        | 2     | 1:32 | Worcester, Massachusetts, United States | |
| Victorie   | 1–0        | Corey Mullis      | TKO (punches)                        | NAAFS: Caged Fury 9                                        | 20 februarie 2010  | 1     | 0:17 | Cleveland, Ohio, United States          | |